# اريك لوبوك
اريك لوبوك (بالإنجليزية: Eric Lubbock, 4th Baron Avebury) (و. 1928 – 2016 م) هو سياسي من المملكة المتحدة . تولى منصب Liberal Democrats Chief Whip (1963–18 يونيو 1970)، وعضو مجلس اللوردات، وعضو البرلمان في المملكة المتحدة، وhereditary peer .
وهو عضو في الحزب الليبرالي، والديمقراطيين الليبراليين .وهو عضو في البرلمان الملكي الـ 42 والـ 43 والـ 44.

## التعليم
تعلم في كلية باليول بجامعة اوكسفورد، وجامعة أوكسفورد.

## الخدمة العسكرية
خدم في الجيش البريطاني.

## جوائز
حصل على جوائز منها:
- Secularist of the Year (2009).

| المناصب السياسية | المناصب السياسية                         | المناصب السياسية |
| ---------------- | ---------------------------------------- | ---------------- |
| سبقه             | Liberal Democrats Chief Whip 1963 - 1970 | تبعه             |